# Tomás Gómez Villabaso
Tomás Gómez Villabaso fue un militar y político peruano. Hijo de Feliciano Antonio Gómez de Barrios que fuera abogado ante la Real Audiencia de Lima. 
Fue elegido diputado por el departamento del Cusco en 1864 durante el gobierno de Juan Antonio Pezet.
Fundó una obra pía a cargo del convento de la Recoleta en el centro de Lima estableciendo unos censos para este fin sobre unas fincas ubicadas con frente a esta misma plaza de la Recoleta Dominica.